# P.O.P
P.O.P è il secondo album dei The Mad Capsule Markets, il primo sotto la major Victor/Invitation. È il primo disco con il chitarrista Ai Ishigaki. Sono state ri-registrate tre canzoni già presenti in Humanity: Sanbyoukan no Jisatsu, Ayatsuri ningyo e Life Game. La major ha chiesto di modificare alcuni testi, in quanto troppo pungenti, ma il gruppo, probabilmente per provocazione, ha preferito censurare le parti interessate con dei sibili. L'album è composto da due copertine differenti.

## Tracce
1. Human Protest – 1:17
2. Sanbyoukan no (3秒間の.., Three Second Suicide) – 1:46
3. Gichi (ギチ, Nut) – 1:51
4. MAD Chuudoku(MAD中毒, MAD Poison) – 1:42
5. Harinezumi to XX (ハリネズミとXX, XX With A Hedgehog) – 2:53
6. Ayatsuri ningyo (あやつり人形, Marionette) – 2:55
7. Life Game – 3:57
8. Karakuri no soko (カラクリの底, Trick's Bottom) – 2:38
9. Yourself Look! – 3:29
10. People Is Destroy Of Mind – 1:50
11. White Low Child – 2:26